# Mitchellania horrida
Mitchellania horrida är en urinsektsart som först beskrevs av Riozo Yosii 1960.  Mitchellania horrida ingår i släktet Mitchellania och familjen Hypogastruridae. Inga underarter finns listade i Catalogue of Life.